# Hydriastele hombronii
Hydriastele hombronii  es una especie de palmera endémica de  las Islas Salomón y está considerada en peligro de extinción por la pérdida de hábitat.

## Hábitat
Esta palmera se encuentra dispersa en los pantanos con árboles de hoja ancha, y en el bosque nuboso en suelos ultrabásicos a una altitud de 100 a 1.500 metros.

## Taxonomía
Hydriastele hombronii fue descrita por Odoardo Beccari W.J.Baker & Loo y publicado en Kew Bulletin 59: 65, en el año 2004.
Etimología
Hydriastele: nombre genérico compuesto por Hydrias = "ninfa de agua" y stele = "columna o pilar", tal vez refiriéndose a los delgados tallos erectos de las especies que crecen cerca del agua.
hombronii: epíteto
Sinonimia
- Gulubia hombronii Becc. basónimo[4]